# Fiordo di Bigourdan
Il fiordo di Bigourdan è un fiordo lungo circa 19 km e largo in media 3 km, situato davanti alla costa di Loubet, sulla costa occidentale della Terra di Graham, in Antartide. 
Il fiordo si trova in particolare a sud-ovest della penisola Arrowsmith, dove separa la penisola dalle coste settentrionali delle isole Pourquoi Pas e Blaiklock. 
A nord di quest'ultima isola il fiordo si restringe a formare il canale di Jones, per poi unirsi al fiordo di Bourgeois.
All'interno del fiordo, a partire dalla penisola Arrowsmith, termina il flusso glaciale del ghiacciaio Reid.

## Storia
Il fiordo di Bigourdan fu scoperto e mappato nel 1909 durante la seconda spedizione antartica comandata dal francese Jean-Baptiste Charcot, svoltasi dal 1908 al 1910, il quale lo battezzò con il suo attuale nome in onore dell'astronomo francese Guillaume Bigourdan. 
Il fiordo è stato poi mappato più dettagliatamente dopo una ricognizione fatta nel 1936 dalla spedizione britannica nella Terra di Graham, svoltasi dal 1934 al 1937 e comandata da John Rymill, e poi dopo altre ricognizioni effettuate tra il 1948 e il 1950 da parte del British Antarctic Survey, al tempo ancora chiamato Falkland Islands Dependencies Survey.